# Хилькевич, Анна Александровна
Анна Алекса́ндровна Хильке́вич (род. 15 октября 1986, Ленинград) — российская актриса кино, телевидения, озвучивания и дубляжа, телеведущая. Наиболее известна благодаря роли Маши Беловой в телевизионных сериалах «Универ. Новая общага», «Универ. 10 лет спустя» и «Универ. 13 лет спустя».

## Биография
Родилась 15 октября 1986 года в Ленинграде, в семье Татьяны Андреевны и Александра Васильевича Хилькевичей. Училась в московской школе № 710.
«Первое время в Москве родители снимали квартиру на Красной Пресне, а меня определили во французскую гимназию на Арбате. Там я научилась свободно говорить на французском языке. Вскоре родители купили квартиру на Кутузовском проспекте и меня перевели в физ-мат школу в класс с химико-биологическим уклоном. Училась без проблем…, а в итоге я окончила театральную школу № 232 при театральном училище имени Щепкина, после чего без проблем поступила в „Щепку“ на курс Ю. М. Соломина» — рассказывает Анна о своей биографии. Из-за съёмок в телесериале «Огнеборцы» с Максимом Авериным, что было категорически запрещено студентам, Анне пришлось покинуть Щепкинское училище.
«…Вспомнила наставления Андрея Соколова, с которым вместе снималась в „Адвокате“ и только собиралась поступать в „Щуку“, — „…Окончи сначала нормальный институт“. Я и сама всё понимала и поступила в Российский экономический университет имени Г. В. Плеханова (Академию имени Плеханова), и, забегая вперёд, скажу, что я окончила „Плешку“ практически с красным дипломом… (А. Хилькевич. „Карты, деньги и любовь“), а также Высшее театральное училище имени Щукина (руководителем курса был В. Иванов)» — продолжает вспоминать Анна. Снимается в кино с 16 лет (дебютировала в кино в роли дочери главного героя в сериале по повести Ю. Полякова «Замыслил я побег»).
Снялась для обложки российских версий мужских журналов «Maxim» за декабрь 2011 года и август 2015 года и «Playboy» за декабрь 2013 года.
В сентябре 2021 года участвовала в шоу «Звёзды в Африке» на телеканале «ТНТ».
В 2022 году являлась ведущей реалити «Влюбись, если сможешь», чередуясь с Мариной Кравец, а в 2023 году вела последний сезон «Модных игр».
В июне 2023 года стала участницей звёздной команды и впоследствии в четвёртом выпуске перешла в состав народной команды реалити-шоу «Выжить в Дубае» на телеканале «ТНТ». В итоге стала финалисткой шоу и заняла второе место.
В июне 2023 года Анна Хилькевич сообщила, что решила заняться музыкальной карьерой.
В апреле 2024 года стала ведущей утреннего шоу «Утро ТНТ».

## Общественная деятельность
В 2022 году поддержала вторжение России на Украину, заявив, что «это борьба за нечто большее, за истину». Национальное агентство по предотвращению коррупции Украины выступило с инициативой о введении против Хилькевич международных санкций, так как она «открыто поддерживает агрессивную политику Путина. Распространяет нарративы в соответствии с кремлёвской пропагандой в поддержку действий России». Также внесена ФБК в список коррупционеров и разжигателей войны за поддержку российской агрессии против Украины.

## Личная жизнь
В мае 2011 года вышла замуж за директора по объектам телесериала «Барвиха» Антона Покрепу, который и предложил ей роль в этом сериале, с которым встречалась до этого 4 года. В ноябре 2012 года пара развелась. Причиной развода стали остывшие чувства Анны к Антону.
С 7 августа 2015 года замужем за бизнесменом Артуром Волковым (Мартиросяном) (род. 1986, Ереван). Пара воспитывает двух дочерей: Арианну (род. 14.12.2015) и Анну-Марию (род. 20.08.2018). В апреле 2024 года объявила о третьей беременности. 17 сентября 2024 года родилась третья дочь Оливия.

## Фильмография
| Год       |     | Название                        | Роль                                         |
| --------- | --- | ------------------------------- | -------------------------------------------- |
| 2003      | с   | Замыслил я побег                | Даша                                         |
| 2003      | с   | Огнеборцы                       | Катя                                         |
| 2004      | с   | Адвокат                         | Настя Кравченко                              |
| 2004      | ф   | Полёт аиста над капустным полем | Варя                                         |
| 2004      | ф   | Сосед                           | сестра                                       |
| 2005      | с   | Молоды и счастливы              | снималась                                    |
| 2005      | с   | Примадонна                      | Марина                                       |
| 2006      | ф   | Человек безвозвратный           | Олеся                                        |
| 2007      | с   | Подруга банкира                 | Марина                                       |
| 2007      | с   | УГРО. Простые парни             | Лена                                         |
| 2008      | с   | Казаки-разбойники               | Ксения                                       |
| 2008      | ф   | Не пытайтесь понять женщину     | Юлия                                         |
| 2008      | ф   | Рыжая                           | Саша Тарасова                                |
| 2009      | с   | Барвиха                         | Виктория Полякова                            |
| 2009      | с   | Телохранитель 2                 | Светлана                                     |
| 2010      | с   | Основная версия                 | Светлана                                     |
| 2011      | ф   | Ёлки 2                          | Олеся, внучка бабы Мани, возлюбленная Димона |
| 2011      | с   | Золотые                         | Виктория Полякова                            |
| 2011—2018 | с   | Универ. Новая общага            | Мария Степановна / Александровна Белова      |
| 2012      | с   | Санта Лючия                     | Даша Ликина                                  |
| 2013      | ф   | Ёлки 3                          | Олеся, внучка бабы Мани, возлюбленная Димона |
| 2013      | с   | Мама-детектив                   | Анна Сергеева, теннисистка                   |
| 2013      | ф   | Остров везения                  | Юлия                                         |
| 2013      | ф   | Снегурочка                      | Светлана                                     |
| 2013      | с   | Человеческий фактор             | Наташа                                       |
| 2013      | ф   | Что творят мужчины!             | Татьяна                                      |
| 2014      | ф   | Ёлки 1914                       | Катя, внучка бабы Мани                       |
| 2015      | ф   | Закрой глаза                    | Светлана, учительница                        |
| 2016      | мф  | Богатырша                       | Роса                                         |
| 2016      | ф   | Помню — не помню!               | Кира, подруга Лизы                           |
| 2016      | ф   | Всё о мужчинах                  | Валя                                         |
| 2016      | ф   | Ёлки 5                          | Леся, возлюбленная Димона                    |
| 2017      | ф   | Максимальный удар               | Наталья                                      |
| 2018      | ф   | Zомбоящик                       | Мальвина / Белоснежка / девушка-шопоголик    |
| 2018      | с   | Звоните ДиКаприо!               | актриса Аня, бывшая жена Егора               |
| 2019      | с   | За счастьем                     | Настя                                        |
| 2020      | ф   | Мисс Полиция                    | Алиса Хромова                                |
| 2021      | с   | Универ. 10 лет спустя           | Маша Будейко                                 |
| 2021      | кор | Чехословацкий голубой огонёк    | Анночка                                      |
| 2021      | с   | В активном поиске               | Елизавета Анатольевна                        |
| 2022      | мф  | Забытое чудо                    | Настя Дружинина                              |
| 2022      | ф   | СамоИрония судьбы               | ведущая реалити-шоу «Влюбись, если сможешь»  |
| 2023      | ф   | Иван Васильевич меняет всё      | Ева                                          |
| 2024      | ф   | Новогодний экспресс             | Оля                                          |
| 2024      | ф   | Папу маме заверни               | Соня                                         |
| 2024      | с   | Универ. 13 лет спустя           | Маша Будейко                                 |
| 2024      | с   | Полупановы                      | Аня (четвёртая серия)                        |

## Награды и номинации
- 2018 — премия «Mama Awards» победа в номинации «Кино и телевидение. Мама-киноактриса»[25].